# Педро I Арагонски
Педро I Санчес (на испански: Pedro I de Aragón, на каталонски: Pere I d'Aragó; * ок. 1068/1069; † 27 септември 1104) е 3-ти крал на Арагон и Памплона (Навара) от 1094 г., граф na Рибагорса и Собрарба от 1085 г.

## Произход
Той е син на Санчо I Арагонски, крал на Арагон и Навара, и Изабела Урхел, дъщеря на Ерменгол III, граф на Урхел.